# Lamische Oorlog
De Lamische Oorlog (Oudgrieks: Λαμιακὸς πόλεμος / Lamiakòs pólemos; 323 v.Chr.–322 v.Chr.) was een oorlog in Griekenland tussen Athene en haar geallieerde stadstaten op het vasteland van Griekenland en Macedonië. Het was de laatste oorlog waarin de Atheners een centrale rol speelden.
De benaming van deze oorlog is ontleend aan de biografie van Phokion door Plutarchus, terwijl het in meerdere contemporaine inscripties als „oorlog van de Hellenen“ (Ἑλληνικοῦ πολέμου) werd gepropageerd. De politieke leider van Athene, Hyperides, stelde deze oorlog als een strijd van de vrije Grieken tegen barbaren voor.

## Voorgeschiedenis
Op de Olympische Spelen van 324 v.Chr. had Alexander de Grote, die reeds bij herhaling had getoond, hoe laag hij de vrijheid en zelfstandigheid van de Grieken achtte, door Nikanor van Stageira het bevel laten afkondigen, dat al de Griekse ballingen, behalve heiligschenners en moordenaars, in hun staten zouden terugkeren (het zogenaamde ballingendecreet). Dit had grote ontevredenheid verwekt, vooral bij de Aetoliërs en de Atheners, die evenwel bij leven van Alexander onderdrukt bleven.

## Verloop oorlog
Na diens dood echter konden Phokion en de anderen niet verhinderen dat Athene, aangespoord door de toespraken van Demosthenes en Hyperides, aan Leosthenes, een bekwaam veldheer, die vroeger om zijn Macedonische gezindheid was verbannen, doch later de partij van Alexander had verlaten, werd opgedragen om huurlingen te werven. Hij wierf 800 man, hierbij voegden zich in Aetolië nog 7000, de Atheners riepen hun burgers op en bewogen de Acarnaniërs, Doriërs, Lokriërs, Acarnaniërs, Dolopiërs en anderen, alsook uit de Peloponnesos, Argos, Sikyon, Elis, Phlius, Messenië en Arcadië tot deelneming.
De Macedonische veldheer Antipater had zich in allerijl tegen deze macht uitgerust, doch was niet in staat meer dan 13000 man voetvolk en 600 ruiters tegen het tweemaal zo sterke Griekse leger over te stellen: Craterus stond nog met 18000 veteranen in Cilicië. Een vloot van 110 triëren onder Clitus de Witte kreeg het bevel het leger te land zo veel mogelijk te ondersteunen. In de zomer van 323 v.Chr. rukte Antipater op naar Thessalië, doch verloor spoedig een slag bij Heraclea, ten gevolge waarvan de Thessaliërs, voornamelijk 2000 ruiters, hem verlieten en naar de Grieken overliepen. Hij trok zich in de vesting Lamia terug, die nu door Leosthenes eng werd ingesloten, waardoor echter vele Grieken werden verleid om gedurende de herfst en de winter naar huis terug te keren. Hierbij kwam nog de dood van Leosthenes zelf, die bij een uitval van Antipater zwaar gewond werd en aan de gevolgen stierf.
In zijn plaats kwam weer een bekwaam veldheer, Antiphilus. Doch daar de Macedonische veldheer Leonnatus tot ontzet van Lamia in aantocht was met een leger van 20000 man voetvolk en 2500 ruiters, was hij genoodzaakt het beleg op te breken en hem tegemoet te trekken. Weinige mijlen ten noorden van Lamia kwam het tot een ruitergevecht, waarin Leonnatus sneuvelde.
Doch Antipater kreeg daardoor gelegenheid, om over de hoogten die het land doorsnijden (om de vijandelijke ruiterij vermeed hij de vlakte) de Macedonische grenzen te bereiken, om daar in een versterkte legerplaats de aankomst van de veteranen van Craterus aan, en daardoor werd het Macedonische leger nu 48000 man sterk, terwijl het Griekse onder meestal onervaren aanvoerders slechts 28000 man telde. Lang stonden beide legers tegenover elkaar bij de Pinios, totdat de Grieken zich de 7de Metageitnion (augustus) 322 v.Chr. bij Crannon tot de slag lieten verleiden, waarin wel de Thessalische ruiterij overwon, doch het overige leger niet bestand was tegen de Macedonische veteranen. Hierop wees Antipater de tot hem gezonden gezanten af, terwijl hij verklaarde, dat hij met elk van de verbonden staten afzonderlijk wilde onderhandelen. Dit gebeurde, zodat ten laatste alleen nog de Atheners en Aetoliërs weigerden zich te onderwerpen.

## Afloop

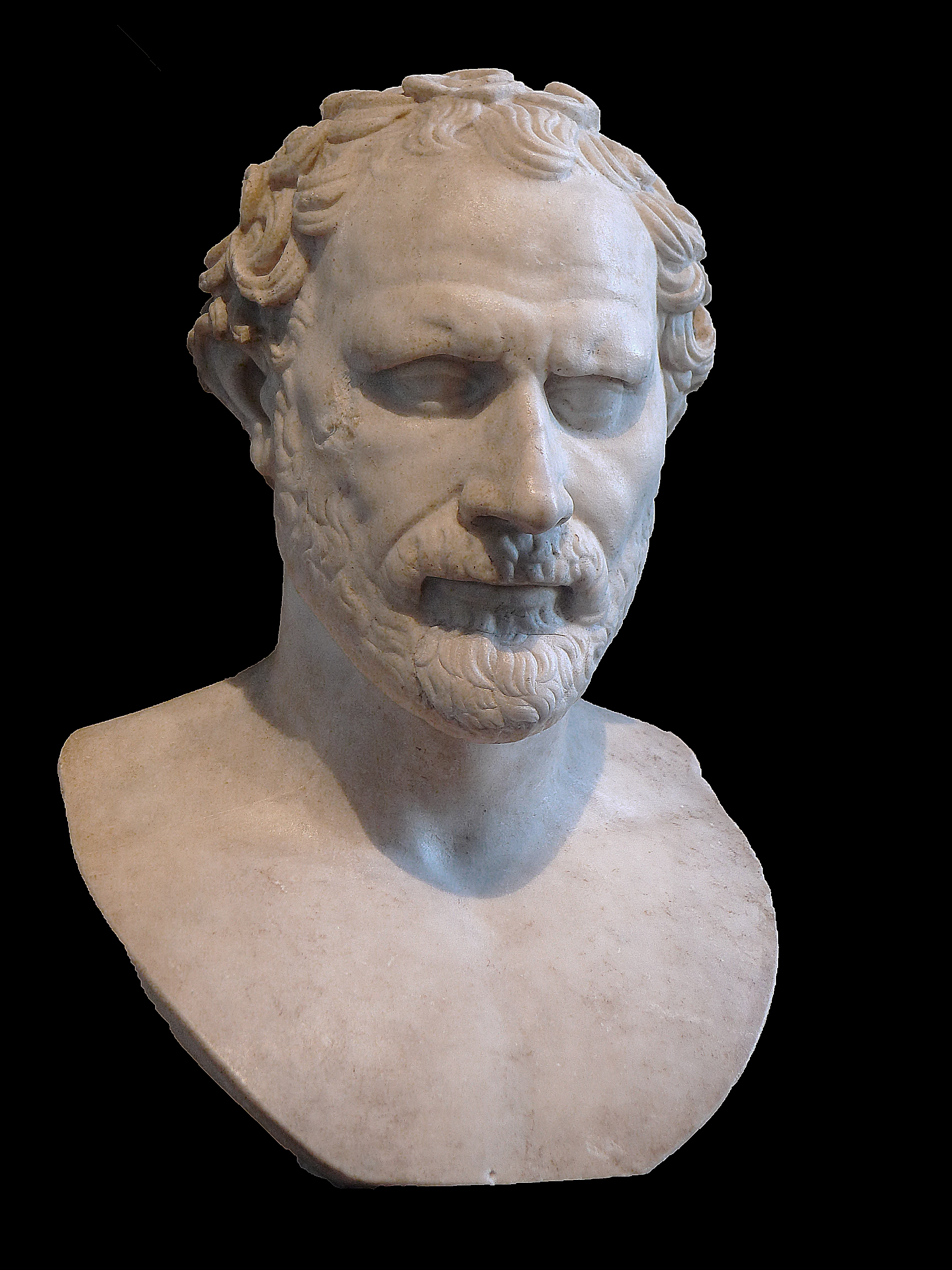
Kopie van een buste van Demosthenes door Polyeuktos (Louvre).

Die veldslag was een volledige overwinning voor Antipater. Spoedig daarna pleegde Demosthenes zelfmoord door vergif in te nemen en werd Hyperides vermoord op bevel van Antipater. Antipater rukte nu tegen Athene op, vanwaar men Phokion en Demades hem tegemoet zond, om de overgave van de stad op genade en ongenade af te wenden.
Tevergeefs, Antipater volhardde bij zijn eisen: uitlevering van Demosthenes, Hyperides en anderen (die zich intussen door vlucht hadden verwijderd), bezetting van de burcht Munychia, betaling van de oorlogskosten en van een geldboete, en beperking van de democratie door vermindering van het aantal burgers. Men moest hierin toestemmen. Op voorstel van Demades werden de afwezige redenaars ter dood veroordeeld en vervolgd.
Hoewel de mislukte opstand de Macedonische hegemonie over de Griekse poleis bevestigde, tekende het de eerste barsten in het Macedonische Rijk kort na de dood van Alexander de Grote. Doorgaans wordt de Lamische Oorlog gezien als het eerste conflict van de Diadochenoorlogen, waarin Antipater nog een belangrijke rol zou spelen.

## Referentie
- art. Lamische oorlog, in F. Lübker - trad. ed. J.D. Van Hoëvell, Classisch Woordenboek van Kunsten en Wetenschappen, Rotterdam, 1857, p. 516.